# 有珠山サービスエリア

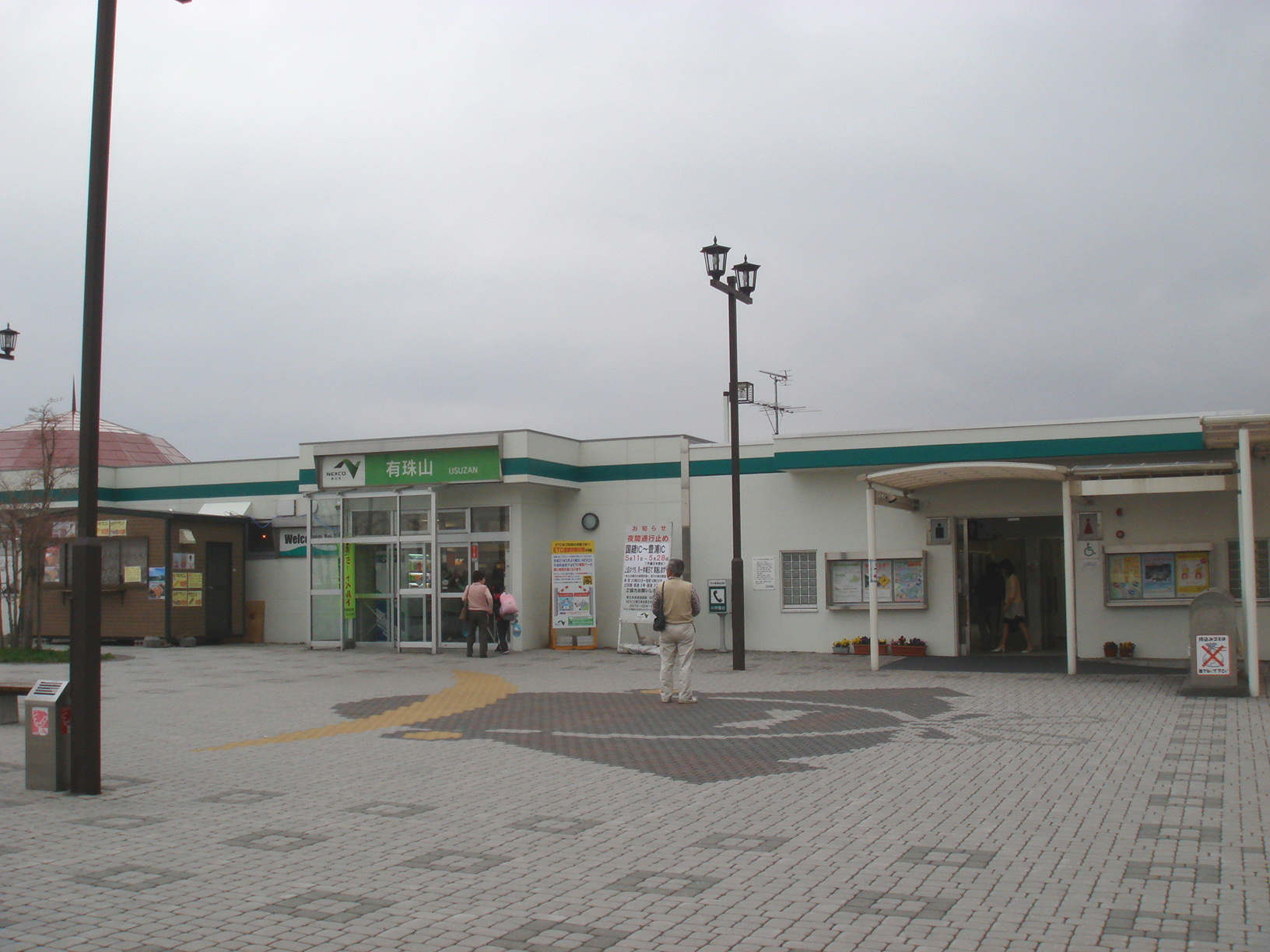
有珠山SA 下り線（2009年5月撮影）

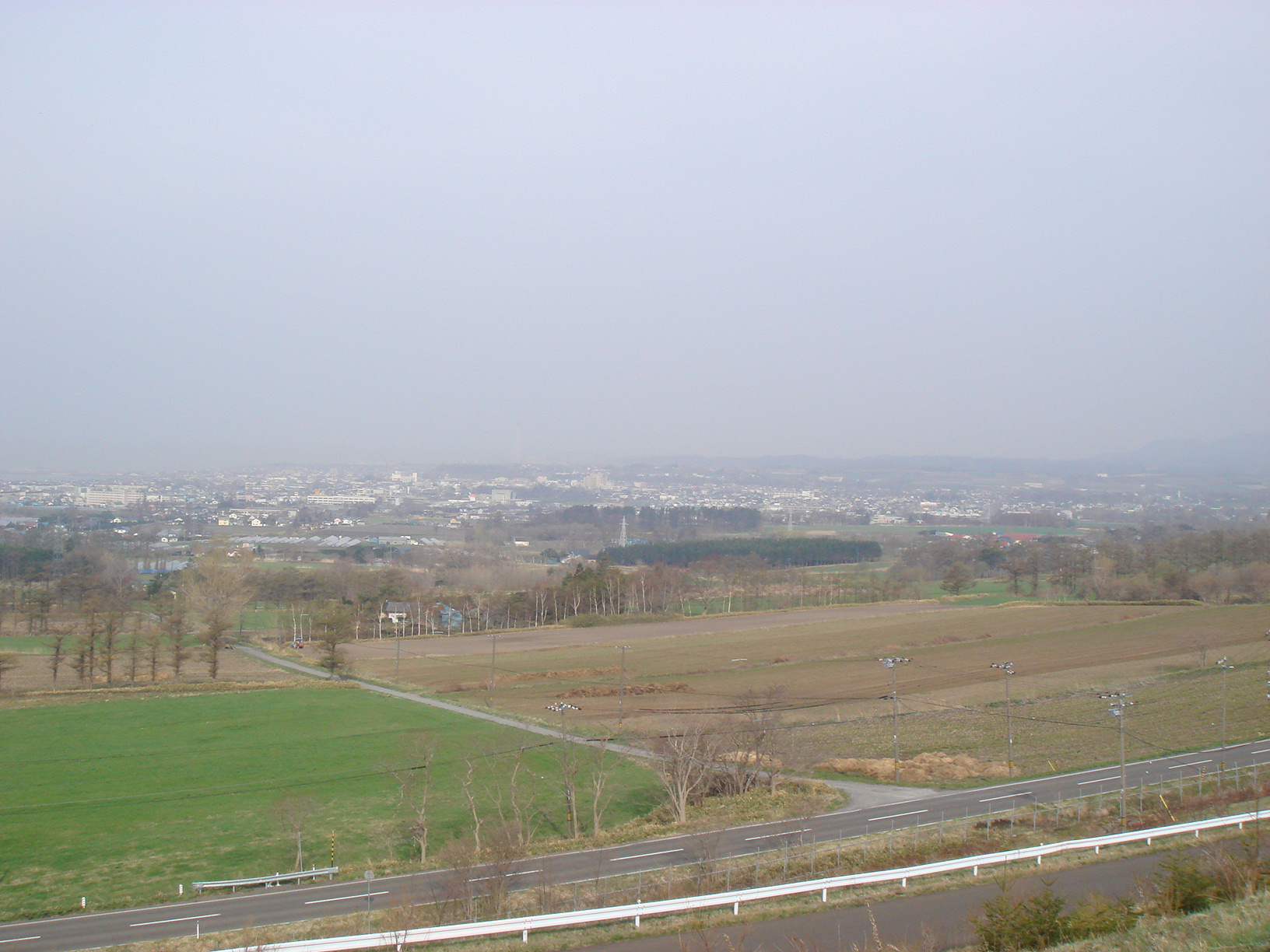
有珠山SAから見た伊達市の市街地（2009年5月撮影）

有珠山サービスエリア（うすざんサービスエリア）は、北海道伊達市幌美内町（ほろびないちょう）にある道央自動車道のサービスエリアである。
標高130 mの丘陵地帯にあるサービスエリアで、噴火湾や有珠山、羊蹄山が一望出来る。

## 施設

### 上り線（長万部・函館方面）
- 管理：ネクスコ東日本エリアトラクト[1]
- 運営：ネクスコ東日本リテイル[2]
- 駐車場[2]
  - 大型：12台
  - 小型：50台
  - 身障者用
    - 小型：1台
- トイレ[2]
  - 男性：大4（和式1・洋式3）・小10※オストメイト対応トイレ有[3]
  - 女性：13（和式3・洋式10）※オストメイト対応トイレ有[3]
    - 同伴の男児用：1

  - 身障者用
    - 共用：1
- ガソリンスタンド（ENEOS（北海道エネルギー）、8:00-20:00）[2]
  - 開業当初は、ゼネラル石油（ゼネラルハイウェイ）だった。のちにENEOSに変わった。
  - 一時期ネクセリア東日本が運営していた。
- ハイウェイショップ（4〜11月：8:00 - 20:00・12〜3月：9:00 - 19:00）[2]
  - 1階 スナックコーナー
  - 1階 ショッピングコーナー
- 自動販売機
- ドッグラン[2]
- ハイウェイ情報ターミナル[2]
- 2階 展望台
- 給電スタンド[4]

### 下り線（苫小牧・札幌方面）
- 管理：ネクスコ東日本エリアトラクト[1]
- 運営：ネクスコ東日本リテイル[5]
- 駐車場[5]
  - 大型：7台
  - 小型：46台
  - 身障者用
    - 小型：1台
- トイレ[5]
  - 男性：大4（和式1・洋式3）・小10※オストメイト対応トイレ有[3]
  - 女性：13（和式3・洋式10）※オストメイト対応トイレ有[3]
    - 同伴の男児用：1

  - 身障者用
    - 共用：1
- ガソリンスタンド（ENEOS（前側石油）、8:00-20:00）[5]
  - 以前はJOMOであった。
- ハイウェイショップ（4〜11月：8:00 - 20:00・12〜3月：9:00 - 19:00）[5]
  - スナックコーナー
  - ショッピングコーナー
- 自動販売機
- ドッグラン[5]
- ハイウェイ情報ターミナル[5]
- 給電スタンド[4]

## 隣
E5 道央自動車道
(15)伊達IC - 有珠山SA - (16)室蘭IC